# Ursulinengymnasium Werl

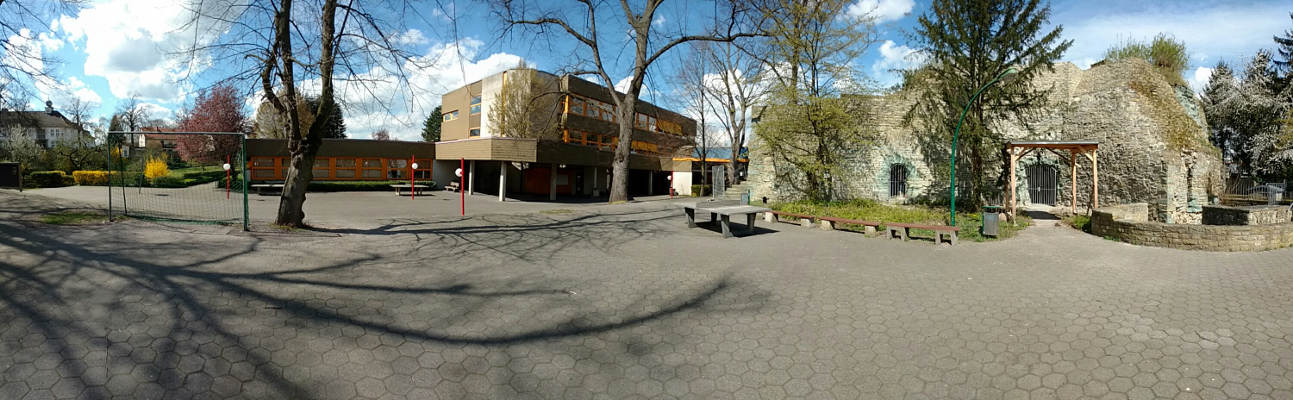
Schulhof Ursulinengymnasium

Das Ursulinengymnasium Werl ist ein privates, koedukatives Gymnasium in Werl, Schulträger ist das St.-Ursula-Stift Werl.

## Geschichte
Am 18. Oktober 1888 gründeten die Ordensschwestern des Sankt-Ursula-Stifts in Werl die Ursulinenschule als „höhere Privat-Mädchenschule“.
Die zunächst dreiklassige Schule gründete auf der Übernahme der bereits bestehenden „höheren Töchterschule“ des Fräuleins Josephine Sluyterman. Dabei wurde zugesichert, dass auch die Werler Protestanten ihre Töchter zur Ursulinenschule schicken können.
Von Anfang an planten die Schwestern die Einrichtung eines Mädchenpensionats, denn es gab damals in der Umgebung nur je eines in Paderborn und in Dorsten. 1889 entstand ein Neubau, den die ersten 15 Pensionärinnen und 40 Externe am 4. November 1889 beziehen konnten. Die kontinuierlich ansteigende Zahl besonders der Internatsschülerinnen sowie der Ausbau der Schule zum Oberlyzeum erforderten in den folgenden Jahren immer wieder Erweiterungsbauten.
Nach dem staatlich verordneten Abbau der Schule während der Zeit des Nationalsozialismus kam es am 4. Januar 1946 zur Wiedereröffnung. 1950 wurde die Entscheidung gefällt, die Werler Ursulinenschule als neusprachliches Gymnasium einzurichten. Entsprechend führte ab 1951 die Schule die offizielle Bezeichnung Privates Neusprachliches Mädchengymnasium mit Frauenoberschulklassen UIII – UII.
Hatte das Gymnasium im Schuljahr 1964/65 (nach der Gründung der Ursulinen-Realschule und Abbau der Frauenoberschule) 284 Schülerinnen, so stieg die Zahl bis zum Schuljahr 1978/79 auf 666 an. 1966/67 unterrichteten sieben Ursulinen und elf andere Lehrkräfte, davon fünf Herren, die Schülerinnen. Doch schon im Schuljahr 1976/77 waren neben acht Ordensfrauen dreißig „Weltliche“ getreten.
Aus dem klösterlichen „Familienbetrieb“ von einst war so ein mittleres Unternehmen geworden, für das die Schwestern zwar Verantwortung und Risiko trugen, in dem sie aber nicht mehr die Mehrheit bildeten. In diese Zeit (1976/77) fällt der Neubau des Gymnasiums an der Schlossstraße 5, der mit dem Ambiente der alten Schlossruine das Aussehen der Schule bis heute prägt.
Ein wesentlicher Einschnitt für die Entwicklung der Schule stellt die 1971 aufgenommene Kooperation mit dem Städtischen Marien-Gymnasium dar, die ein breites Fach- und Kursangebot sichert.
1986 brach die Ursulinenschule mit einer 98-jährigen Tradition: die Koedukation wurde eingeführt.
Mit dem Ausscheiden von Oberstudiendirektorin Schwester Brigitte Werr 1994 aus dem Dienst am Werler Ursulinengymnasium endete nach 106 Jahren Schulleitung durch Ordensschwestern eine Ära. Werner Grote übernahm die Funktion der Schulleitung am Ursulinengymnasium in Werl bis 2013. Als Sr. Benedicta Große-Boes (* 3. Mai 1929; † 13. Mai 2007) im Jahr 1996 in den Ruhestand ging, verließ die letzte Ordensschwester das Kollegium. Dieses besteht seitdem ausschließlich aus weltlichen Lehrkräften, aber die jeweilige Oberin des Konvents vertritt den Schulträger vor Ort.
Vom 1. Januar 2014 bis zum August 2023 war das Ursulinengymnasium mit der Ursulinenrealschule als Ursulinenschulen Werl zu einer Verwaltungseinheit zusammengefasst. So gab es nur noch einen Schulleiter und zwei Abteilungsleiter – je einen für das Gymnasium und einen für die Realschule. Beide Schulformen blieben aber mit ihren Abschlüssen und Eigenarten bestehen. Die verstärkte Kooperation der zwei Schulen unter einem Dach sollte die Unterrichtsversorgung garantieren und eine Bildung aus einer Hand ermöglichen: Die Durchlässigkeit zwischen beiden Schulformen sollte erhöht werden. So ist das Gymnasium für das Schuljahr 2023/2024 als Bündelungsgymnasium ausgewiesen.

## Außerunterrichtliche Gruppen
Im AG-Bereich gibt es eine Amnesty-AG, die sich über die Organisation Amnesty International für die Menschenrechte einsetzt und durch diverse Aktionen im Schulalltag auf diese aufmerksam macht.
Erfolgreich ist auch die Mädchenfußballmannschaft, die 2006 und 2008 das Landesfinale NRW und 2008 auch das Bundesfinale in Berlin erreichte. Neben diesen Gruppen gibt es auch verschiedene weitere AGs und AKs, so zum Beispiel die Chemie-Media-AG, die Robotik-AG sowie eine von Schülerinnen und Schülern geführte Aquarium-AG.

## Auszeichnungen und Erfolge
2003 hat das Ursulinengymnasium den zweiten Platz des mit 10.000 Euro dotierten Microsoft-Road-Ahead-Wettbewerbs gewonnen, der persönlich von Bill Gates in München übergeben wurde.
Pionierarbeit leistete das Ursulinengymnasium zusammen mit der Kooperationsschule im Bereich der Aussiedlerförderung nach dem so genannten „Werler Modell“. Seit 1986 besaß das Gymnasium die offizielle Anerkennung als Fördereinrichtung. Einen Eckpfeiler der Förderung stellte das Internat der Ursulinen mit seinen schulbegleitenden Fördermaßnahmen dar, welches jedoch heute nicht mehr existiert.
Das Ursulinengymnasium Werl ist die erste katholische Schule im Erzbistum Paderborn, die mit dem Gütesiegel Individuelle Förderung des Ministeriums für Schule und Weiterbildung des Landes Nordrhein-Westfalen ausgezeichnet wurde. Das vom St.-Ursula-Stift Werl getragene Gymnasium erhielt am 26. Februar 2009 im Deutschen Bergbaumuseum in Bochum von Schulministerin Barbara Sommer das Gütesiegel, mit dem gute Beispiele einer individuellen Förderung ausgezeichnet werden. Das Ursulinengymnasium Werl wurde aufgrund seiner vielfältigen Angebote individueller Begabungsförderung in Unterricht und Projekten prämiert.
Im April 2014 wurde Stephan Kienast im Rahmen der MNU-Tagung in Kassel mit dem Friedrich-Wöhler-Preis wegen seiner besonderen Verdienste um den naturwissenschaftlichen Unterricht ausgezeichnet, was die naturwissenschaftlichen Angebote der MINT-freundlichen Schule unterstreicht.
Die offizielle Anerkennung als MINT-freundliche Schule wurde dem Ursulinengymnasium in den Jahren 2012, 2016, 2019 und zuletzt 2022 bestätigt.

## Leitung
- bis 1994 Sr. Brigitte Werr
- 1994–2013 Werner Grote
- 2014–2015 Heinrich Kröger
- 2015–2023 Anne-Kristin Brunn
- seit 2023 Konrad Beckmann